# Neurolyga
Neurolyga is een muggengeslacht uit de familie van de galmuggen (Cecidomyiidae).

## Soorten
- N. bifida (Edwards, 1938)
- N. bilobata Mamaev & Rozhnova, 1982
- N. degenerans (Mamaev & Mohrig, 1975)
- N. excavata (Yukawa, 1967)
- N. fenestralis Rondani, 1840
- N. hastagera (Mamaev & Rozhnova, 1982)
- N. ovata Jaschhof, 1996
- N. sylvestris (Felt, 1907)
- N. truncata (Felt, 1912)
- N. verna (Mamaev, 1963)